# Onthophilus ordinarius
Onthophilus ordinarius är en skalbaggsart som beskrevs av Lewis 1879. Onthophilus ordinarius ingår i släktet Onthophilus och familjen stumpbaggar. Inga underarter finns listade i Catalogue of Life.